# Jim Ross
James William "Jim" Ross (3 de gener de 1952 -), també conegut com a J.R., és un comentarista nord-americà, que treballa a la marca de RAW de l'empresa WWE, Inc. des del 1974.